# Hannah Aitchison
 (mars 2016).
Si vous disposez d'ouvrages ou d'articles de référence ou si vous connaissez des sites web de qualité traitant du thème abordé ici, merci de compléter l'article en donnant les références utiles à sa vérifiabilité et en les liant à la section « Notes et références ».
Hannah Aitchison, née le 20 décembre 1966 à Ann Arbor, est une artiste tatoueuse et chanteuse américaine.

## Biographie

### Enfance et formation
Elle est née le 20 décembre 1966 à Ann Arbor.

### Carrière
Elle a travaillé comme pin-up.
Elle est l'une des tatoueuses de l'émission LA Ink.

## Filmographie
| Année       | Titre                                          | Épisode |
| ----------- | ---------------------------------------------- | ------- |
| 2007        | Tatoo Wars                                     | 1       |
| 2007 - 2009 | LA Ink                                         | 18      |
| 2008        | Last Call with Carson Daly                     | 1       |
| 2013 - 2014 | Best Ink : à la recherche du meilleur tatoueur | 15      |